# Centro Social Seco
El Centro Social Seco está ubicado en la calle de Luis Peidró que pertenece al barrio de Adelfas en la ciudad de Madrid

## Historia
En 1990 el Kolektivo Adelfas Joven (KAJ), vinculado a la Asociación Vecinal Los Pinos de Retiro Sur, okupó el Colegio Juventud, en el que muchos de ellos habían estudiado, para construir el espacio cultural que el Ayuntamiento de Madrid se negaba a construir en el sur del distrito de Retiro. Nacía así el Centro Social Seco, que tomó su nombre de la calle en la que se ubicaba. El propietario del inmueble accedió a no denunciar la okupación siempre y cuando el espacio de destinara a organizar actividades culturales. 
En sus primeros años fue sede de la distribuidora alternativa Gato Salvaje. Contó con una biblioteca de acceso libre y gratuito (La Biblio), que posteriormente se trasladó al Centro Social David Castilla. En sus años de vida, el centro social organizó charlas informativas, sesiones informativas, conciertos, videofórums y... el Festival de Cine Social de las Californias, uno de los primeros festivales de este género en España que contó, entre otros, con la presencia y participación de Fernando León de Aranoa, Javier Corcuera, Icíar Bolliaín, Elena Taberna, Imanol Uribe, Ángeles González Sinde, Diego Galán, Paul Laverty... 
En los noventa Las Californias, que era como llamaban los vecinos a esa zona del barrio, sufrió una notable degradación como consecuencia de la paralización, por parte del Ayuntamiento de Madrid, del Plan Especial de Remodelación Interna (API) 03.05. 
La asamblea del Centro Social Seco y la AV Los Pinos de Retiro Sur lucharon con el vecindario para acelerar la remodelación (aunque ellos implicara el derribo del Centro Social) y dignificar así las condiciones de vida del barrio con dos condiciones: el realojo en la zona de sus vecinos y el realojo de las actividades del CS Seco en un local municipal ubicado en el distrito. Lograron, además, evitar el derribo de la antigua corrala del solar del barón, su inclusión en el catálogo de edificios protegidos y su destino a un centro cultural, el Centro Cultural Luis Peidró. Los vecinos de Adelfas habían tenido que esperar la friolera de 30 años para tener, al fin, un centro cultural público.
Las obras de remodelación del barrio, por tanto, comenzaron y los vecinos fueron realojados en un edificio que la Empresa Municipal de la Vivienda y el Suelo (EMVS) construyó en la misma calle Seco y que recibió el nombre de Memoria, a propuesta de la Asociación Vecinal, en recuerdo y homenaje a la tenacidad y a la lucha protagonizada por los vecinos para quedarse en el barrio en el que muchos de ellos habían nacido.  
En 2007 y, tras un largo pulso con la administración municipal, el Centro Social logró el realojo de sus actividades en un local de la EMVS ubicado en la calle Arregui y Aruej. El realojo constituía el reconocimiento, por parte del Ayuntamiento, del valor del trabajo desarrollado por este espacio autogestionado.
En 2013, el Centro Social logró volver a Las Californias con la cesión, por parte del Ayuntamiento de Madrid, de una parte del centro cultural Luis Peidró por cuya construcción pelearon durante tres décadas. Se cerraba así un círculo que el KAJ comenzó a trazar en 1990 y que dibujaron decenas de colectivos que, durante años, participaron en la aventura secana: la Cooperativa de Vivienda Joven (COVIJO), el Colectivo Barrio 612, el Colectivo Estrella, la Red Social de Retiro, Bajo el Asfalto está la Huerta, la Oficina de Derechos Sociales (ODS) de Seco... 
Desde entonces, los colectivos que forman parte del Centro Social Seco autogestionan este espacio público abierto al vecindario.